# Евлоев, Ваха Суламбекович
Ва́ха Суламбе́кович Евло́ев (род. 26 июля 1960, Чермен, Северо-Осетинская ССР) — советский спортсмен (борец вольного стиля), государственный и общественный деятель, меценат. Постоянный представитель Республики Ингушетия при президенте Российской Федерации в 2010—2013 гг. Является помощником-советником главы Республики Ингушетия.

## Биография
Начал заниматься спортом в Махачкале, первый тренер — Меджид Магомедов. В 1977 году стал чемпионом СССР среди юношей. В 1980-е годы тренировался в Белорусской ССР под руководством Александра Медведя. Чемпион Европы и СССР. Карьеру спортсмена закончил на японском ринге профессиональной борьбы — NJPW, где стал чемпионом, одержав победу над японцем Масо Сайто.
Занимался предпринимательством в структурах Артёма Тарасова. 20 января 1993 года в офисе «Евлоев company» отделившейся от ассоциации «Исток», были расстреляны из автоматов четыре человека, сам Евлоев в это время находился в командировке. Затем работал в правительстве Республики Ингушетия.
Состоял в партии «Союз правых сил». В 2007 году баллотировался в депутаты Госдумы от СПС.

## Спортивные результаты на чемпионатах СССР
- Чемпионат СССР по вольной борьбе 1981 года — ;
- Чемпионат СССР по вольной борьбе 1983 года — ;
- Чемпионат СССР по вольной борьбе 1984 года — ;
- Чемпионат СССР по вольной борьбе 1986 года — .

## Признание
- В 1995 г. Русским Биографическим институтом Ваха Евлоев был избран «Человеком года»[6].
- 9 июня 2015 года на Аллее спортивной славы в Магасе установлена памятная табличка с именем, отпечатком ладони и автографом Вахи Евлоева[7].